# José da Sacra Família
Frei José da Sacra Família (Argivai, Póvoa de Varzim, 14 de Fevereiro de 1788 — Brentwood, Essex, 14 de Setembro de 1858), com o nome civil de José da Silva Tavares, foi um frade da Ordem dos Eremitas de Santo Agostinho, doutorado em Teologia, disciplina de que foi regente na Universidade de Coimbra. Foi um miguelista convicto, exilando-se em França depois da vitória liberal, onde dirigiu um colégio por onde passaram alguns dos mais distintos intelectuais portugueses das décadas seguintes. Depois de ter sido secretário particular do ex-infante D. Miguel de Bragança já no exílio, acabou a sua vida como missionário católico em Inglaterra, país onde faleceu.

## Biografia
Baptizado com o nome de José da Silva Tavares, era filho de João da Silva Tavares.
Destinado à vida religiosa, professou no Convento do Grilo, em Lisboa, a 25 de Junho de 1805, na Ordem dos Eremitas de Santo Agostinho, também conhecida por Ordem Reformada de Santo Agostinho ou dos frades grilos. Adoptou então o nome religioso de Frei José da Sacra Família, pelo qual se tornou posteriormente mais conhecido.
Como escolar da sua Ordem, matriculou-se a 29 de Outubro de 1807 na Faculdade de Teologia da Universidade de Coimbra. Nessa Faculdade recebeu o grau de Doutor em Teologia, em acto concluído a 20 de Julho de 1814, defendendo uma dissertação sobre a concepção virginal de Cristo.
Permanecendo na Universidade com estudante de Filosofia, mas sendo detentor de brilhante currículo académico, no ano de 1817 candidatou-se como opositor e tornou-se regente a 12 de Julho daquele ano de uma cadeira subsidiária da Faculdade de Teologia da Universidade de Coimbra, leccionando matérias teológicas, tarefa em que se ocupou até ser nomeado, em 1824, professor de Aritmética e de Filosofia no Real Colégio das Artes de Coimbra. 
Em 1820 fez parte de uma comissão, nomeada pelo reformador dos estudos em Portugal, D. Francisco Alexandre Lobo, bispo de Viseu, destinada a reformar os estudos preparatórios necessários para o acesso à Universidade de Coimbra e para formar o plano da selecta portuguesa para uso das escolas de instrução primária. A comissão iniciou os seus trabalhos, mas as consequências da Revolução Liberal de 1820 levaram ao fracasso das suas intenções reformistas.
Após a Revolução Liberal de 1820 manifestou corajosamente as suas ideias políticas, defendendo o absolutismo, contra a maré liberal que varria a academia coimbrã. Uma prova pública deste apoio ocorreu em 1823 quando, no último dia dum tríduo dirigido à Nossa Senhora da Conceição, pregou na capela da Universidade um sermão em acção de graças pelo êxito da Vilafrancada, o qual foi impresso em 1824. Durante todo o restante período conturbado que precedeu a Guerra Civil Portuguesa (1828-1834), frei José da Sacra Família foi um dos mais destacados defensores da legitimidade miguelista e das ideias tradicionalistas de poder absoluto do monarca.
Frei José da Sacra Família viveu em Coimbra, como estudante e docente, um dos períodos mais agitados da história de Portugal, marcado por acontecimentos dramáticos que mudaram radicalmente as estruturas sociais e políticas do país: as invasões francesas, intensa difusão da ideologia liberal revolucionária através do activismo maçónico, a implantação do regime constitucional, a independência do Brasil, e o confronto fratricida entre legitimistas e liberais que desembocou na Guerra Civil Portuguesa (1828-1834). Apesar de toda essa instabilidade, leccionou no Real Colégio de Coimbra até Julho de 1832, sendo então transferido, em pleno domínio do governo de D. Miguel, de que era militante defensor, para o Real Estabelecimento de Belém, em Lisboa, com o objectivo de aí reger a cadeira de Filosofia Racional e Moral.
Terminada a guerra civil com o fim do domínio miguelista e a extinção das ordens religiosas, resolveu exilar-se. Saiu de Lisboa em direcção ao Havre no dia 9 de Setembro de 1834 e fixou-se em Paris. Em França passou a dedicar-se ao ensino particular, vivendo de lições dadas a jovens filhos de emigrados portugueses, em geral famílias da aristocracia ali refugiadas em resultado do apoio dado ao partido miguelista derrotado. 
Entretanto, para sossego de consciência, solicitou de Roma um breve pontifício de secularização, o qual lhe foi concedido a 7 de Maio de 1835, passando a padre secular e retomando o seu nome civil. 
Em 1836 mudou-se para Menars, nos arredores de Paris, empregando-se como professor de Língua e Literatura Portuguesas no prytanée instalado pelo príncipe Joseph de Chimay no Château de Menars, tendo como alunos os jovens portugueses e brasileiros que frequentavam aquele estabelecimento .
A partir de 1838, fundou e passou a dirigir o Colégio D. Pedro de Alcântara, em Fontenay-aux-Roses, destinado a jovens portugueses e brasileiros, o qual foi inaugurado a 17 de Novembro de 1838. 
O colégio adquiriu uma verdadeira celebridade, sendo ali educados não só muitos portugueses e brasileiros que depois se notabilizaram, mas também muitos franceses. O colégio teve como alunos, entre outros, Pedro de Amorim Viana (futuro matemático e filósofo), Joaquim Pedro Quintela (o futuro conde de Farrobo) e Américo Ferreira dos Santos Silva (futuro bispo do Porto e cardeal).
Por razões desconhecidas, abandonou o Colégio e partiu para a Inglaterra e em 1848, onde se tornou missionário católico em Witham, no Essex. Naquela localidade dedicou-se à construção de um pequeno templo e ao diálogo com os protestantes. 
Em 1851 partiu para Hanau, junto a Frankfurt, como secretário particular de D. Miguel I de Portugal, então ali exilado. Manteve-se na companhia do ex-monarca até 1853, regressando então a Inglaterra.
Passou então a residir na comunidade católica de Saint Helen de Brentwood, Essex, a 35 km de Londres. Faleceu naquela localidade inglesa, com 70 anos de idade, vítima de um cancro no estômago.
Foi sepultado no cemitério paroquial local, assistindo à cerimónia o cardeal Nicholas Wiseman e outras personalidades importantes da sociedade católica de Londres. O funeral foi custeado por Francisco José da Silva Torres e sua mulher Antónia Adelaide Ferreira, que nessa ocasião estavam em Londres.

## Obras publicadas
Para além de ter colaborado na organização do Mappa geral historico, chronologico, litterario, … de Portugal, publicou, entre outras, as seguintes obras:
- Sermão de acção de graças pregado na Real Capela da Universidade de Coimbra em a tarde do último dia do tríduo em que o corpo académico dirigiu solenemente à padroeira da Universidade e de todo o Reino, Maria Santíssima, debaixo do título augusto da Sua Imaculada Conceição, o seu agradecimento pela portentosa restauração da monarquia portuguesa em 1823. Coimbra : Real Imprensa da Universidade, 1824.
- Lições elementares de Geographia e Chronologia, com seu atlas apropriado, accommodadas ao estado de conhecimentos e mais circumstancias dos alumnos da aula de Arithmetica e Geographia do Real Collegio das Artes da Universidade, Coimbra, 1830.
- Elementos de Arithmetica (tradução da obra de Étienne Bézout, nova edição feita sobre a de Coimbra, mas anotada e adicionada com um valioso apêndice), Paris.
- Elementos de geographia e de cosmographia, Paris, 1851.
- Tradução portuguesa da obra De illustribus Viris, de Cornélio Nepote, e uma colecção de temas para uso das aulas.